# Liste des dirigeants actuels des États du Nigeria
Cette page dresse la liste des gouverneurs actuels des États du Nigeria.

## Dirigeants des États et du Territoire de la capitale fédérale
| État                               | Statut     | Nom                         | Depuis (le)      |
| ---------------------------------- | ---------- | --------------------------- | ---------------- |
| Abia                               | Gouverneur | Alex Otti (en)              | 29 mai 2023      |
| Adamawa                            | Gouverneur | Ahmadu Umaru Fintiri (en)   | 29 mai 2019      |
| Akwa Ibom                          | Gouverneur | Umo Eno (en)                | 29 mai 2023      |
| Anambra                            | Gouverneur | Charles Soludo (en)         | 17 mars 2022     |
| Bauchi                             | Gouverneur | Bala Mohammed (en)          | 29 mai 2019      |
| Bayelsa                            | Gouverneur | Douye Diri (en)             | 14 février 2020  |
| Benue                              | Gouverneur | Hyacinth Alia (en)          | 29 mai 2023      |
| Borno                              | Gouverneur | Babagana Umara Zulum (en)   | 29 mai 2023      |
| Cross River                        | Gouverneur | Bassey Otu (en)             | 29 mai 2023      |
| Delta                              | Gouverneur | Sheriff Oborevwori (en)     | 29 mai 2023      |
| Ebonyi                             | Gouverneur | Francis Nwifuru (en)        | 29 mai 2023      |
| Edo                                | Gouverneur | Godwin Obaseki (en)         | 12 novembre 2016 |
| Ekiti                              | Gouverneur | Biodun Oyebanji (en)        | 16 octobre 2022  |
| Enugu                              | Gouverneur | Peter Mbah (en)             | 29 mai 2023      |
| Gombe                              | Gouverneur | Muhammad Inuwa Yahaya (en)  | 29 mai 2023      |
| Imo                                | Gouverneur | Hope Uzodimma (en)          | 15 janvier 2020  |
| Jigawa                             | Gouverneur | Umar Namadi (en)            | 29 mai 2023      |
| Kaduna                             | Gouverneur | Uba Sani (en)               | 29 mai 2023      |
| Kano                               | Gouverneur | Abba Kabir Yusuf (en)       | 29 mai 2023      |
| Katsina                            | Gouverneur | Dikko Umar Radda (en)       | 29 mai 2023      |
| Kebbi                              | Gouverneur | Nasir Idris (en)            | 29 mai 2023      |
| Kogi                               | Gouverneur | Ahmed Usman Ododo (en)      | 27 janvier 2024  |
| Kwara                              | Gouverneur | AbdulRahman AbdulRazaq (en) | 29 mai 2023      |
| Lagos                              | Gouverneur | Babajide Sanwo-Olu          | 29 mai 2019      |
| Nassarawa                          | Gouverneur | Abdullahi Sule (en)         | 29 mai 2019      |
| Niger                              | Gouverneur | Mohammed Umar Bago (en)     | 29 mai 2023      |
| Ogun                               | Gouverneur | Dapo Abiodun (en)           | 29 mai 2019      |
| Ondo                               | Gouverneur | Lucky Aiyedatiwa (en)       | 27 décembre 2023 |
| Osun                               | Gouverneur | Ademola Adeleke (en)        | 27 novembre 2022 |
| Oyo                                | Gouverneur | Seyi Makinde (en)           | 29 mai 2019      |
| Plateau                            | Gouverneur | Caleb Mutfwang (en)         | 29 mai 2023      |
| Rivers                             | Gouverneur | Siminalayi Fubara (en)      | 29 mai 2023      |
| Sokoto                             | Gouverneur | Ahmad Aliyu (en)            | 29 mai 2023      |
| Taraba                             | Gouverneur | Agbu Kefas (en)             | 29 mai 2023      |
| Territoire de la capitale fédérale | Ministre   | Nyesom Wike (en)            | 21 août 2023     |
| Yobe                               | Gouverneur | Mai Mala BuniMai Mala Buni  | 29 mai 2019      |
| Zamfara                            | Gouverneur | Dauda Lawal (en)            | 29 mai 2023      |